# 柳五三
柳五三（1964年12月—），云南省鹤庆县人，白族，中华人民共和国地方官员，云南财贸学院本科学历，现任德宏州人大常委会副主任。

## 生平
1987年7月，柳五三参加工作，历任德宏州计经委秘书科副科长、德宏州人民政府办公室秘书四科科长、德宏州交通局副局长、局长、党委书记等职。2001年8月调至陇川县，任中共陇川县委书记:93。2003年4月当选德宏州人民政府副州长:51，6月卸任陇川县委书记职务。2006年3月兼任姐告边境贸易区工委书记，4月担任中共瑞丽市委书记，6月卸任副州长、担任中共德宏州委常委:109,73-74。2008年2月，再次当选德宏州人民政府副州长，任职常务副州长；2008年4月，卸任瑞丽市委书记、姐告工委书记职务:135,99。2011年3月曾到中华人民共和国国土资源部挂职。2015年8月被免去德宏州副州长、州委常委职务。2016年1月当选德宏州人大常委会副主任、党组成员。